# Aspidophiura cherbonnieri
Aspidophiura cherbonnieri är en ormstjärneart som beskrevs av Vadon 1991. Aspidophiura cherbonnieri ingår i släktet Aspidophiura och familjen Ophiolepididae. Inga underarter finns listade i Catalogue of Life.